# ستيوارت أندرسون (لاعب كرة قدم أمريكية)
ستيوارت أندرسون (بالإنجليزية: Stuart Anderson)‏ هو لاعب كرة قدم أمريكية أمريكي، ولد في 25 ديسمبر 1959 في Mathews, Virginia ‏ في الولايات المتحدة.

## وصلات خارجية
- ستيوارت أندرسون على موقع مرجع كرة القدم المحترفة.كوم (الإنجليزية)